# Шредель Володимир Маркович
Шредель Володимир Маркович (5 грудня 1918, Москва — 17 березня 1993) — радянський російський кінорежисер і сценарист.

## Біографічні відомості
Закінчив режисерський факультет Всесоюзного державного інституту кінематографії (1943, майстерня С. Ейзенштейна). Працював на замовлення Центрального телебачення (стрічки «Нічний гість», «Несплачений борг» тощо).
Дебютував у кіно на Одеській кіностудії, де поставив разом з М. Рошаль фільм «Білий пудель» (1956).
З 1956 року — режисер к/ст «Ленфільм». Поставив (в тому числі — у співавторстві) півтора десятка художніх фільмів.

## Фільмографія
- «Білий пудель» (1956, у співавт.)
- «Наречена» (1956, у співавт.)
- «Нічний гість» (1958)
- «Неоплачений борг» (1959)
- «Будні і свята» (1961)
- «Дві неділі» (1963)
- «П'ятеро з неба» (1969)
- «Ніч на 14-й паралелі» (1971)
- «Справи давно минулих днів» (1972)
- «Довга, довга справа...» (1976, у співавт.)
- «Пізня зустріч» (1978)
- «Чужа» (1978)
- «Особисте життя директора» (1981) та ін.